# Thomas S. Kleppe
Thomas Savig Kleppe (1 de Julho de 1919 – 2 de Março de 2007) foi um político americano que serviu como Representante de Dakota do Norte. Também foi o Administrador da Administração de Pequenas Empresas e Secretário do Interior dos Estados Unidos.

## Primeiros anos e exército
Kleppe nasceu no dia 1 de Julho de 1919, em Kintyre, Dakota do Norte, filho de Lars O. Kleppe e Hannah Savig Kleppe. Formou-se no Colégio Valley City em Valley City, Dakota do Norte em 1936. Kleppe graduou-se na Universidade Estadual de Valley City, (naquela época era Valley City Teachers College). Durante a Segunda Guerra Mundial, Kleppe serviu de 1942 a 1946 como Subtenente.

## Carreira
De 1950 a 1954, Kleppe era o Prefeito de Bismarck, Dakota do Norte. De 1946 a 1964, era o presidente e tesoureiro da Gold Seal Company. Em 1964, Kleppe era o candidato Republicano para o Senado dos Estados Unidos mas perdeu para o popular incumbente Democrata Quentin N. Burdick. Em 1966, foi eleito ao nonagésimo congresso dos Estados Unidos e foi reeleito em 1968 ao nonagésimo-primeiro congresso dos Estados Unidos (3 de Janeiro de 1967 – 3 de Janeiro de 1971). Em 1970, foi novamente um candidato que não conseguiu para a eleição ao Senado, perdendo uma revanche para Burdick por uma larga margem.
Serviu como Administrador da Administração de Pequenas Empresas e mais tarde serviu como Secretário do Interior para o Presidente Gerald Ford. Na sua capacidade como Secretário do Interior, Kleppe foi o recorrente do Kleppe v. New Mexico (1976), quando a Suprema Corte determinou que o Congresso tem o "poder de proteger a vida selvagem nas terras públicas, independentemente da lei estadual".

## Vida pessoal
Sua primeira esposa, Frieda K. Kleppe, morreu em 1957. Kleppe casou-se com sua segunda esposa, Glendora Loew Gompf, no dia 18 de Dezembro de 1958. Teve dois filhos de seu primeiro casamento e duas filhas de seu segundo casamento. Morou em Bismarck, Dakota do Norte. Kloppe morreu de Doença de Alzheimer, em Bethesda, Maryland, no dia 2 de Março de 2007. Foi sepultado no Cemitério Nacional de Arlington, em Arlington, Virgínia.